# Trapetsjordfly
Trapetsjordfly, Xestia ditrapezium är en fjärilsart som först beskrevs av Michael Denis och Ignaz Schiffermüller 1775.  Trapetsjordfly ingår i släktet Xestia, och familjen nattflyn, Noctuidae. Enligt den svenska rödlistan är arten nationellt utdöd, RE, i Sverige men förekommer tillfälligt på Öland och Gotland. Arten hade sannolikt en population i Skåne där den är noterad på 1800-talet, men dess biotop, friska-fuktiga blomrika ängsmarker, har minskat kraftigt vilket sannolikt är orsaken till att den dött ut där. Arten har en livskraftig (LC) population i Finland. Inga underarter finns listade i Catalogue of Life.

## Bildgalleri

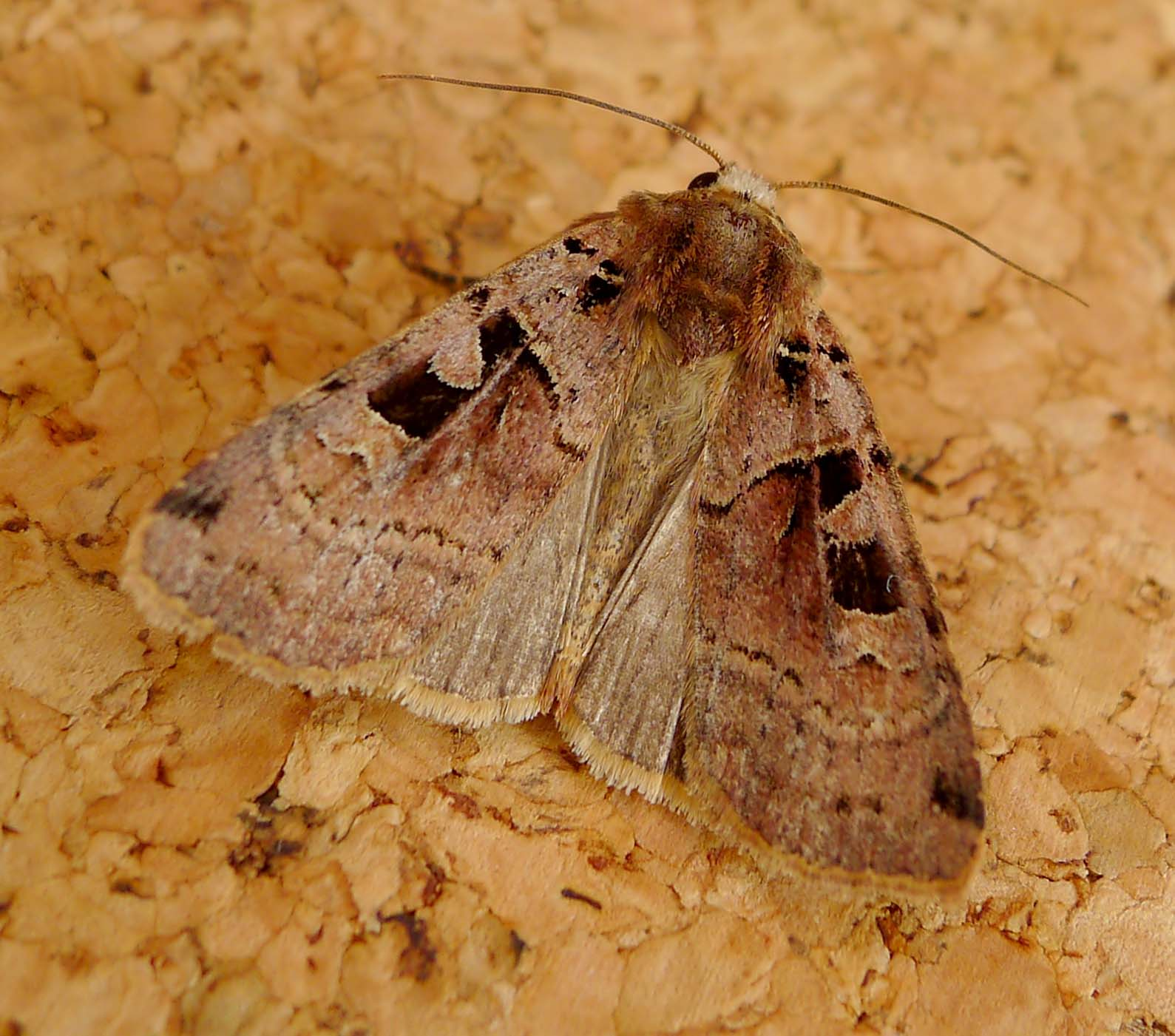
Imago fjäril
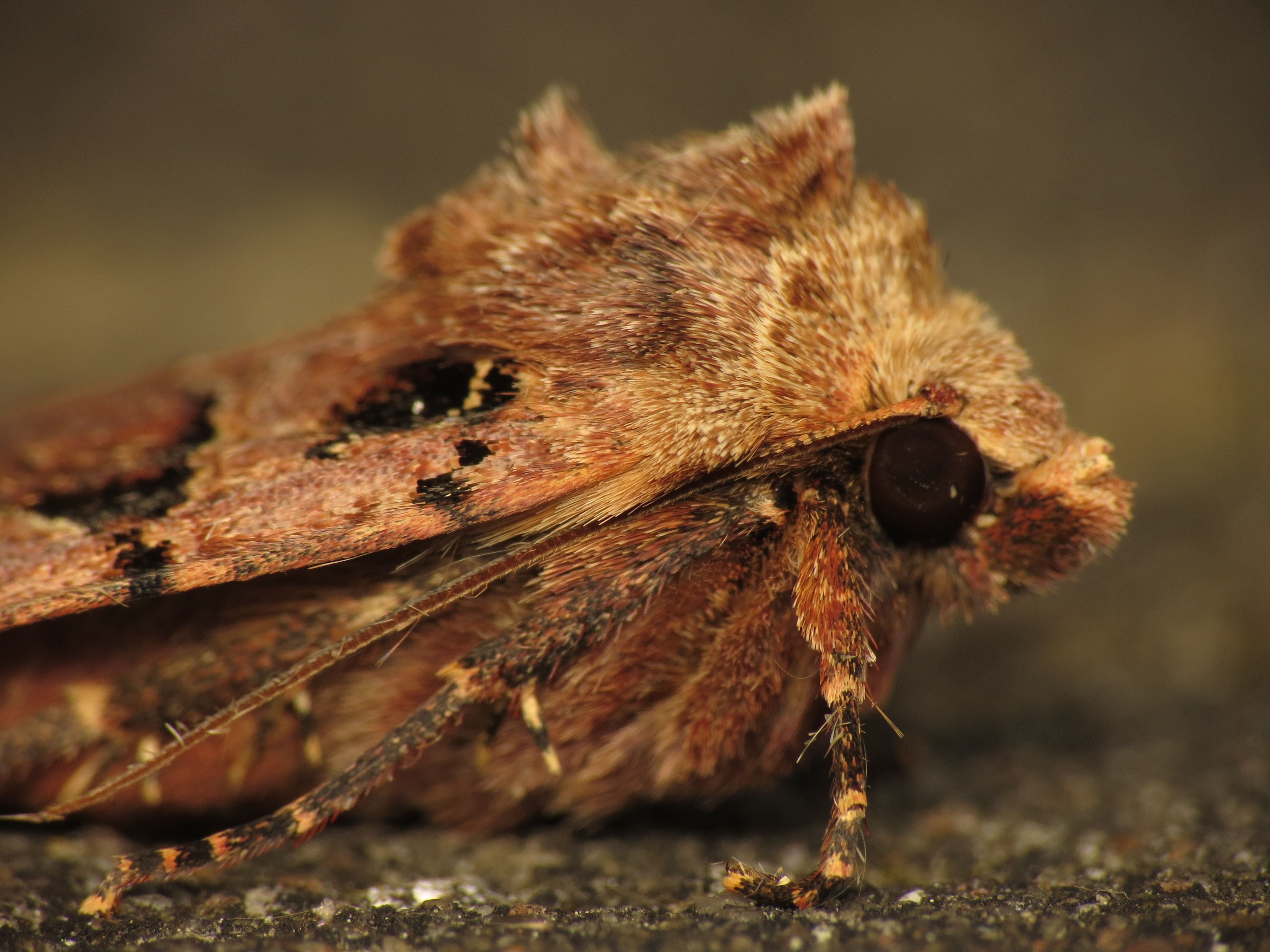
Imago fjäril i närbild
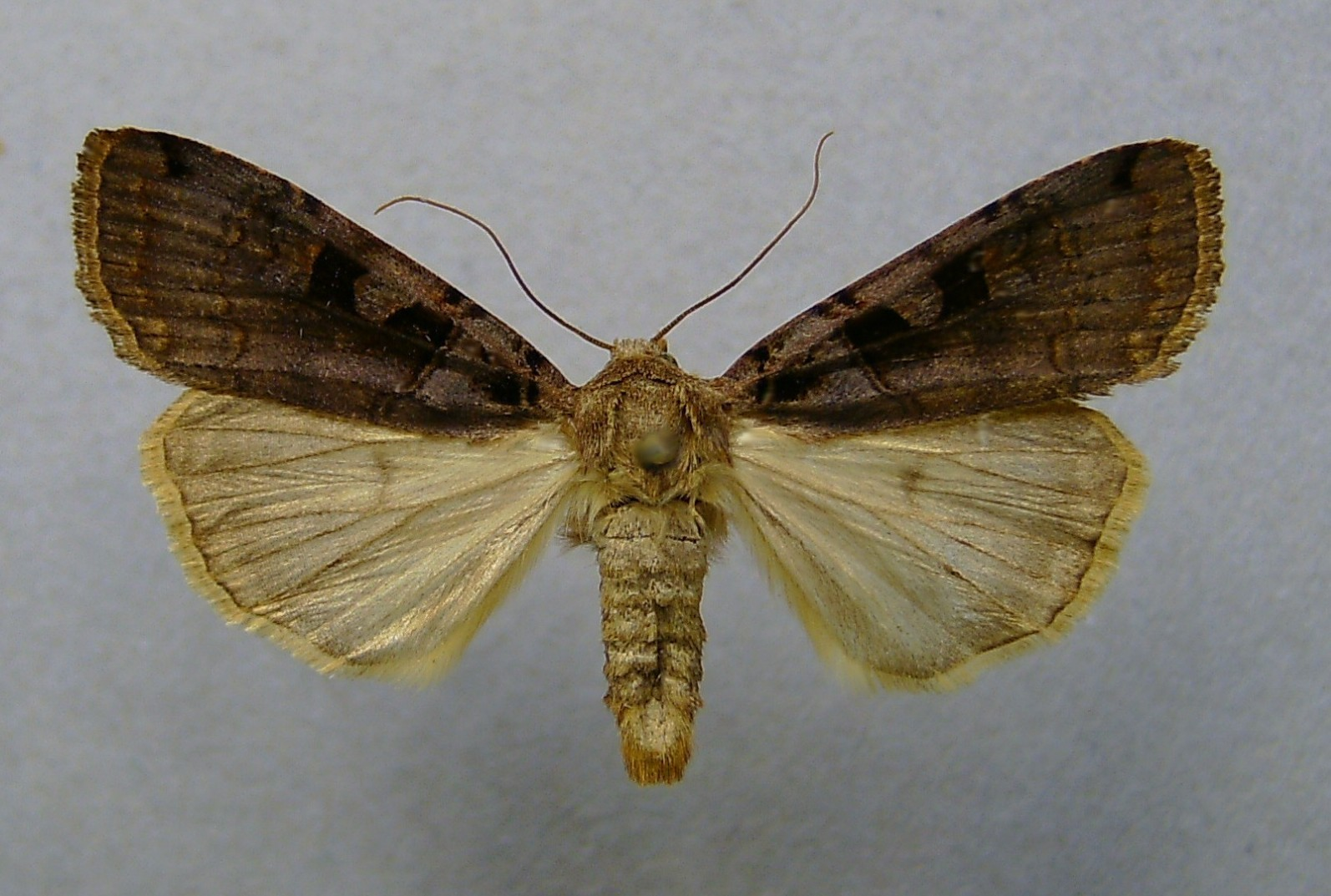
Preparerad (uppnålad) imago fjäril